# جاناوزن
جاناوزن (Жанаозен, Новый Узен) هي مدينة في مقاطعة أوبليس مانكيستاو في كازاخستان.
يبلغ عدد سكانها حوالي 60796 نسمة.

## المناخ
يظهر الجدول التالي التغييرات المناخية على مدار السنة لجاناوزن:
| البيانات المناخية لـجاناوزن                        | البيانات المناخية لـجاناوزن | البيانات المناخية لـجاناوزن | البيانات المناخية لـجاناوزن | البيانات المناخية لـجاناوزن | البيانات المناخية لـجاناوزن | البيانات المناخية لـجاناوزن | البيانات المناخية لـجاناوزن | البيانات المناخية لـجاناوزن | البيانات المناخية لـجاناوزن | البيانات المناخية لـجاناوزن | البيانات المناخية لـجاناوزن | البيانات المناخية لـجاناوزن | البيانات المناخية لـجاناوزن |
| الشهر                                              | يناير                       | فبراير                      | مارس                        | أبريل                       | مايو                        | يونيو                       | يوليو                       | أغسطس                       | سبتمبر                      | أكتوبر                      | نوفمبر                      | ديسمبر                      | المعدل السنوي               |
| -------------------------------------------------- | --------------------------- | --------------------------- | --------------------------- | --------------------------- | --------------------------- | --------------------------- | --------------------------- | --------------------------- | --------------------------- | --------------------------- | --------------------------- | --------------------------- | --------------------------- |
| متوسط درجة الحرارة الكبرى °م (°ف)                  | 0.8 (33.4)                  | 1.3 (34.3)                  | 7.3 (45.1)                  | 17.2 (63.0)                 | 24.7 (76.5)                 | 29.7 (85.5)                 | 32.7 (90.9)                 | 32.6 (90.7)                 | 25.7 (78.3)                 | 16.8 (62.2)                 | 9.1 (48.4)                  | 3.3 (37.9)                  | 16.8 (62.2)                 |
| المتوسط اليومي °م (°ف)                             | −2.9 (26.8)                 | −2.7 (27.1)                 | 2.8 (37.0)                  | 11.5 (52.7)                 | 18.7 (65.7)                 | 23.5 (74.3)                 | 26.6 (79.9)                 | 25.7 (78.3)                 | 19.5 (67.1)                 | 11.6 (52.9)                 | 5.1 (41.2)                  | 0.3 (32.5)                  | 11.6 (53.0)                 |
| متوسط درجة الحرارة الصغرى °م (°ف)                  | −6.5 (20.3)                 | −6.7 (19.9)                 | −1.6 (29.1)                 | 5.9 (42.6)                  | 12.7 (54.9)                 | 17.4 (63.3)                 | 20.5 (68.9)                 | 18.8 (65.8)                 | 13.3 (55.9)                 | 6.4 (43.5)                  | 1.1 (34.0)                  | −2.6 (27.3)                 | 6.6 (43.8)                  |
| الهطول مم (إنش)                                    | 8 (0.3)                     | 8 (0.3)                     | 14 (0.6)                    | 16 (0.6)                    | 16 (0.6)                    | 9 (0.4)                     | 8 (0.3)                     | 6 (0.2)                     | 7 (0.3)                     | 11 (0.4)                    | 13 (0.5)                    | 12 (0.5)                    | 128 (5)                     |
| المصدر: http://en.climate-data.org/location/25822/ |                             |                             |                             |                             |                             |                             |                             |                             |                             |                             |                             |                             |                             |